# 柯西積分公式
柯西积分公式是数学中复分析的一个重要结论，以十九世纪法国数学家奥古斯丁·路易·柯西命名。柯西积分公式说明了任何一个闭合区域上的全纯函数在区域内部的值完全取决于它在区域边界上的值，并且给出了区域内每一点的任意阶导数的积分计算方式。柯西积分公式是复分析中全纯函数“微分等同于积分”特性的表现。而在实分析中这样的结果是完全不可能达到的。
这个公式是柯西在1831年证明的。柯西在同年10月11日首次将其发表，并将它写入了1841年发表的《分析与数学物理习题集》（Exercices d'analyse et de physique mathématique）一书中。:204

## 定理
设{\displaystyle \Omega }是复平面{\displaystyle \mathbb {C} }的一个单连通的开子集。{\displaystyle f\;:\;\;\Omega \;\rightarrow \mathbb {C} }是一个{\displaystyle \Omega }上的全纯函数。设{\displaystyle \gamma }是{\displaystyle \Omega }内的一个简单闭合的可求长曲线（即连续而不自交并且能定义长度的闭合曲线），那么函数{\displaystyle f}在{\displaystyle \gamma }内部的点{\displaystyle a}上的值是：
{\displaystyle f(a)={1 \over 2\pi i}\oint _{\gamma }{f(z) \over z-a}\,dz.}
其中的积分为沿着{\displaystyle \gamma }逆时针方向的积分。:167
以上公式说明，全纯函数必然是无穷次可导的。这是因为假设以上的公式对函数{\displaystyle f}的n阶导数成立：
{\displaystyle f^{(n)}(a)={1 \over 2\pi i}\oint _{\gamma }{f^{(n)}(z) \over z-a}\,dz.}
对上式等号右侧的积分进行n次分部积分变换就可得到对n阶导数的柯西积分公式：
{\displaystyle f^{(n)}(a)={n! \over 2\pi i}\oint _{\gamma }{f(z) \over (z-a)^{n+1}}\,dz.}
有时也称作柯西微分公式。右端是一个复可微的函数。这说明{\displaystyle f}的n阶导数仍然是复可微的。所以依据数学归纳法可知{\displaystyle f}是无穷次可导的，并且柯西微分公式对任意阶的导数都成立。
如果函数{\displaystyle f}仅在{\displaystyle \gamma }内部是全纯函数，在边界{\displaystyle \gamma }上仅仅是连续函数，那么只有函数{\displaystyle f}的柯西积分公式成立，而微分公式不一定成立。:167

## 证明

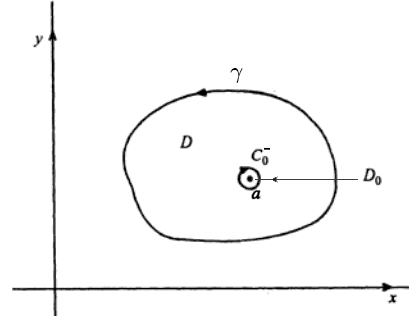

选定以{\displaystyle a}为圆心，在{\displaystyle \gamma }内部的一个圆盘{\displaystyle D_{0}=\{z;\;|z-a|\leqslant r\}}，它的边界是圆{\displaystyle C_{0}=\{z;\;|z-a|=r\}}。函数{\displaystyle {\frac {f}{z-a}}}在闭合区域{\displaystyle D\setminus D_{0}}上是全纯函数，所以根据柯西积分定理，它在边界上的积分等于0：
{\displaystyle {1 \over 2\pi i}\oint _{\gamma }{f(z) \over z-a}\,dz+{1 \over 2\pi i}\oint _{C_{0}^{-}}{f(z) \over z-a}\,dz=0.}
其中{\displaystyle C_{0}^{-}}的标记表示沿“内边界”{\displaystyle C_{0}}的积分是顺时针方向。所以将这个积分改为沿逆时针方向{\displaystyle C_{0}^{+}}後，就能得到：
{\displaystyle {1 \over 2\pi i}\oint _{\gamma }{f(z) \over z-a}\,dz={1 \over 2\pi i}\oint _{C_{0}^{+}}{f(z) \over z-a}\,dz.}
这个等式与圆盘{\displaystyle D_{0}}的半径{\displaystyle r}无关，也就是说无论圆盘多麼小，这个等式都成立。注意到当半径{\displaystyle r}趋于0的时候，函数{\displaystyle f}在圆{\displaystyle C_{0}}上的值基本上等于{\displaystyle f(a)}。所以
{\displaystyle {\begin{aligned}\left|\oint _{C_{0}^{+}}{f(z) \over z-a}\,dz-2\pi if(a)\right|&=\left|\oint _{C_{0}^{+}}{f(z)-f(a) \over z-a}\,dz\right|\\&=\left|\int _{0}^{2\pi }{f(a+r\cdot e^{it})-f(a) \over a+r\cdot e^{it}-a}ri\cdot e^{it}\,dt\right|\qquad (z=a+r\cdot e^{it})\\&=\left|\int _{0}^{2\pi }\left[f(a+r\cdot e^{it})-f(a)\right]i\,dt\right|\\&\leqslant \int _{0}^{2\pi }\left|f(a+r\cdot e^{it})-f(a)\right|\,dt\\&\leqslant 2\pi \max _{0\leqslant t<2\pi }\left|f(a+r\cdot e^{it})-f(a)\right|{\xrightarrow[{r\to 0}]{}}0.\end{aligned}}}
这说明
{\displaystyle {1 \over 2\pi i}\oint _{\gamma }{f(z) \over z-a}\,dz={1 \over 2\pi i}\oint _{C_{0}^{+}}{f(z) \over z-a}\,dz={1 \over 2\pi i}2\pi if(a)=f(a).\qquad \Box }:168-169

## 例子

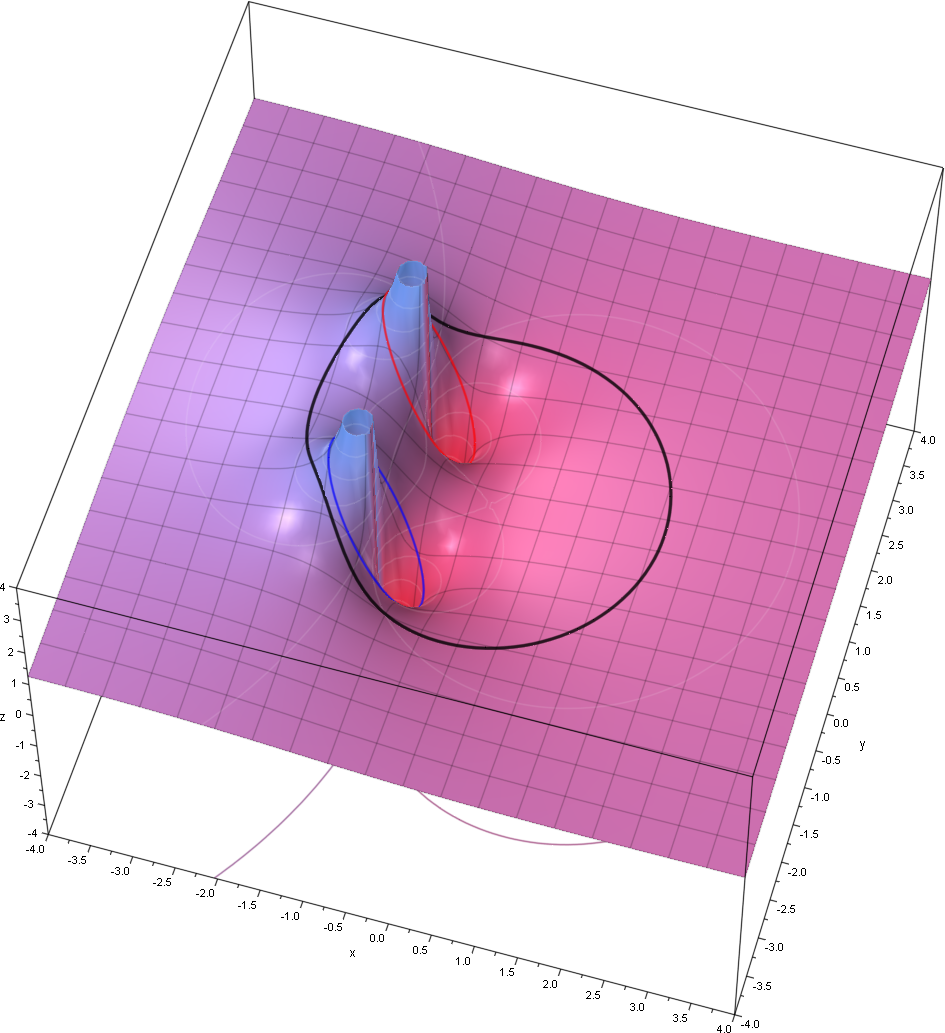
函数 g(z) = z^{2} / (z^{2} + 2z + 2) 实部的图像，在两个极点附近趋于无穷

考虑函数：{\displaystyle g(z)={\frac {z^{2}}{z^{2}+2z+2}}}以及闭合区域：|z| = 2。这是一个以原点为圆心，半径为2的圆，以下记作{\displaystyle C}. 下面使用柯西积分公式计算{\displaystyle g(z)}沿{\displaystyle C}的积分。
首先，函数{\displaystyle g}有两个极点，分别是方程{\displaystyle z^{2}+2z+2=0}的两个复根：{\displaystyle z_{1}=-1+i,} {\displaystyle z_{2}=-1-i.} 它们的模长都小于2，所以都在{\displaystyle C}的内部。函数可以写成{\displaystyle g}：
{\displaystyle g(z)={\frac {z^{2}}{(z-z_{1})(z-z_{2})}}.}
{\displaystyle g}在两个极点附近趋于无穷。在两个极点周围各作一个小圆圈：{\displaystyle C_{1}}和{\displaystyle C_{2}}，应用柯西积分定理可知，所要求的积分
{\displaystyle \oint _{C}g(z)\,dz=\oint _{C_{1}}g(z)\,dz+\oint _{C_{2}}g(z)\,dz.}
注意到函数{\displaystyle f_{1}={\frac {z^{2}}{z-z_{1}}}}在{\displaystyle C_{2}}内部是全纯函数，所以在{\displaystyle C_{2}}上的积分：
{\displaystyle \oint _{C_{2}}g(z)\,dz=\oint _{C_{2}}{f_{1}(z) \over z-z_{2}}\,dz=2\pi if_{1}(z_{2}).}
同理，函数{\displaystyle f_{2}={\frac {z^{2}}{z-z_{2}}}}在{\displaystyle C_{1}}内部是全纯函数，所以
{\displaystyle \oint _{C_{1}}g(z)\,dz=\oint _{C_{1}}{f_{2}(z) \over z-z_{1}}\,dz=2\pi if_{2}(z_{1}).}
所以
{\displaystyle {\begin{aligned}\oint _{C}g(z)\,dz&=\oint _{C_{2}}g(z)\,dz+\oint _{C_{1}}g(z)\,dz.=2\pi if_{1}(z_{2})+2\pi if_{2}(z_{1})\\&=2\pi i\left({\frac {z_{2}^{2}}{z_{2}-z_{1}}}+{\frac {z_{1}^{2}}{z_{1}-z_{2}}}\right)=2\pi i{\frac {z_{1}^{2}-z_{2}^{2}}{z_{1}-z_{2}}}=2\pi i\left(z_{1}+z_{2}\right)\\&=-4\pi i\end{aligned}}}